# لاندسبرگن
لاندسبرگن (به آلمانی: Landesbergen) یک شهر در آلمان است که در Mittelweser واقع شده‌است. لاندسبرگن ۲٬۹۲۸ نفر جمعیت دارد.